# Slátine
Slátine (en ucraniano: Слатине, romanizado: Slátyne; en ruso: Слатино, romanizado: Slátino) es un pueblo ucraniano perteneciente al óblast de Járkov. Situado en el noreste del país, es parte del raión de Járkov y del municipio (hromada) de Derjachí.

## Geografía
Slátine se encuentra a orillas del río Lopan, 13 km al norte de Derjachí y 28 km al norte de Járkov.  

## Historia
Slátine fue fundada en 1913 y el nombre proviene del pianista y director de orquesta ruso Iliá Slatin.
El pueblo fue ocupado por tropas alemanas durante la Segunda Guerra Mundial desde octubre de 1941 a agosto de 1943. Recibió estatus de asentamiento de tipo urbano desde 1957.
Hasta el 18 de julio de 2020, Slátine pertenecía al raión de Derjachí. El raión fue abolido en julio de 2020 como parte de la reforma administrativa de Ucrania, que redujo el número de raiones del óblast de Járkov a siete. El área del raión se incluyó en el raión de Járkov.En 2023, Slátine perdió el estatus de asentamiento de tipo urbano en la legislación ucraniana debido a la eliminación de este estatus administrativo.
El 22 de junio de 2023, se reconoció que el nombre Slátine no cumplía con el estándar del idioma estatal y se recomiendó cambiarle el nombre.

## Demografía
La evolución de la población de Slátine entre 1989 y 2022 fue la siguiente:
| 7733                                                          | 6826 | 6526 | 6244 | 5998 |
| (Fuente: Cities & Towns of Ukraine y UKRAINE: Größere Städte) |      |      |      |      |

## Infraestructura

### Transporte
El asentamiento tiene acceso por carretera a la autopista M20, que conecta Járkov con la frontera rusa y continúa cruzando la frontera hasta Bélgorod. La estación de tren de Slátine se encuentra en la línea ferroviaria que conecta Járkov y Bélgorod.